# 미주리 군사 아카데미
미주리 군사 아카데미(Missouri Military Academy)은 1889년에 미국 미주리주 멕시코 시티에서 첫 개교된 미국 국립 종합군사학교이다.

## 역사
1889년 11월 22일을 기하여 미국 미주리주 멕시코 시티에 미국 미주리 군사종합행정학교로 첫 개교되었고 1년 후 1890년 9월 26일을 기하여 미국 미주리 종합군사학원으로 교명 개칭되어 현재에 이르고 있는 미국 국립 종합군사학교이다. 토머스 링컨 케이시 장군이 초대 교장을 거쳐 초대 사령장을 지냈고 제너스 블리스 장군이 초대 부교장을 거쳐 초대 부사령장을 지냈으며 벤저민 커드워스 예인시 주니어(前 1880년 미국 부통령 선거 무소속 후보)가 초대 교감을 거쳐 초대 원감을 지냈고 앤드루 잭슨 콜드웰(前 미국 테네시주 공화당 하원 의원)이 초대 부교감을 거쳐 초대 부원감을 지냈다.

## 분교
- 1919년 캘리포니아 육군군사종합학교를 미국 캘리포니아주 새크라멘토에 개교.
- 1921년 오클라호마 육군군사학교를 미국 오클라호마주 섀턱에 개교.
- 1925년 미국 공군항공학교를 미국 텍사스주 오스틴에 개교.
- 1928년 미국 공군비행학교를 미국 버지니아주 리치먼드에 개교.
- 1931년 미국 공군고급부관학교를 미국 뉴 멕시코 주 샌타 페이에 개교.
- 1932년 미국 공군정보학교를 미국 펜실베이니아주 해리스버그에 개교.
- 1933년 미국 해군상륙전학교를 미국 텍사스주 휴스턴에 개교.
- 1936년 미국 해군정보학교를 미국 워싱턴주 올림피아에 개교.
- 1938년 미국 해군전투병과학교를 미국 뉴 욕 주 올버니에 개교.
- 1939년 미국 해군대잠전학교를 미국 매사추세츠주 보스턴에 개교.
- 1940년 미국 해병대상륙전학교를 미국 뉴 저지 주 프린스턴에 개교.
- 1941년 미국 해병작전학교를 미국 버지니아주 노퍽에 개교.

## 같이 보기
- 미국 버지니아 종합군사학원
- 미국 국방대학교
- 미국 국방참모대학교